# Lithacodia africana
Lithacodia africana là một loài bướm đêm trong họ Noctuidae.